# Yoshi Itice
Thiago Yoshiharu Itice, mais conhecido pelo pseudônimo Yoshi Itice (Curitiba, 1987) é um quadrinista e designer gráfico brasileiro. Junto com Marcel Keiichi e Kendy Saito, fez parte do estúdio LoboLimão.
Graduado em design gráfico pela Universidade Federal do Paraná (UFPR) e com pós-graduação em história em quadrinhos pelo Grupo Educacional Opet, Itice é autor do webcomic Batsuman, que publicou entre 2010 e 2015, uma paródia do Batman baseada em um trocadilho com a expressão japonesa "batsu", que significa "algo que está errado". O personagem teve, em 2014, uma coletânea de suas tiras publicada de forma independente no livro Batsuman Ano Um (e Dois Também), financiado coletivamente através da plataforma Catarse. Um segundo volume foi publicado em 2016.
A partir de 2010, Itice, Keiichi e Saito começaram a publicar a webcomic Last RPG Fantasy no website da LoboLimão. Em 2012, através de financiamento coletivo no site Catarse, foi lançado o romance gráfico de mesmo nome, com o diferencial de que a história tem vários caminhos e finais diferentes de acordo com as escolhas dos leitores no decorrer do livro, assemelhando-se à estrutura de um livro-jogo. Em 2013, o livro ganhou o Prêmio Angelo Agostini de melhor lançamento independente.
Em 2014, Itice saiu do estúdio LoboLimão para criar seu próprio estúdio, chamado Manjericão. Em 2017, criou com Bianca Pinheiro e Alexandre S. Lourenço o selo independente de quadrinhos La Gougoutte, pelo qual lançou o romance gráfico Eduardo e Afonso, parte da série "Eventos Semiapocalípticos". Como parte da mesma série, Itice ainda lançou os romances gráficos Gilmar e Gabriela. Todas as histórias são independentes entre si, compartilhando o mesmo universo ficcional, um cenário pós-apocalíptico no qual são desenvolvidas histórias mais direcionadas aos personagens do que ao ambiente propriamente dito.